# Église protestante évangélique CMA de Côte d'Ivoire
 (août 2025).
La mise en forme du texte ne suit pas les recommandations de Wikipédia : il faut le « wikifier ».
Les points d'amélioration suivants sont les cas les plus fréquents. Le détail des points à revoir est peut-être précisé sur la page de discussion.
- Les titres sont pré-formatés par le logiciel. Ils ne sont ni en capitales, ni en gras.
- Le texte ne doit pas être écrit en capitales (les noms de famille non plus), ni en gras, ni en italique, ni en « petit »…
- Le gras n'est utilisé que pour surligner le titre de l'article dans l'introduction, une seule fois.
- L'italique est rarement utilisé : mots en langue étrangère, titres d'œuvres, noms de bateaux, etc.
- Les citations ne sont pas en italique mais en corps de texte normal. Elles sont entourées par des guillemets français : « et ».
- Les listes à puces sont à éviter, des paragraphes rédigés étant largement préférés. Les tableaux sont à réserver à la présentation de données structurées (résultats, etc.).
- Les appels de note de bas de page (petits chiffres en exposant, introduits par l'outil «  Source ») sont à placer entre la fin de phrase et le point final[comme ça].
- Les liens internes (vers d'autres articles de Wikipédia) sont à choisir avec parcimonie. Créez des liens vers des articles approfondissant le sujet. Les termes génériques sans rapport avec le sujet sont à éviter, ainsi que les répétitions de liens vers un même terme.
- Les liens externes sont à placer uniquement dans une section « Liens externes », à la fin de l'article. Ces liens sont à choisir avec parcimonie suivant les règles définies. Si un lien sert de source à l'article, son insertion dans le texte est à faire par les notes de bas de page.
- La présentation des références doit suivre les conventions bibliographiques. Il est recommandé d'utiliser les modèles {{Ouvrage}}, {{Chapitre}}, {{Article}}, {{Lien web}} et/ou {{Bibliographie}}. Le mode d'édition visuel peut mettre en forme automatiquement les références.
- Insérer une infobox (cadre d'informations à droite) n'est pas obligatoire pour parachever la mise en page.

Pour une aide détaillée, merci de consulter Aide:Wikification.
Si vous pensez que ces points ont été résolus, vous pouvez retirer ce bandeau et améliorer la mise en forme d'un autre article.

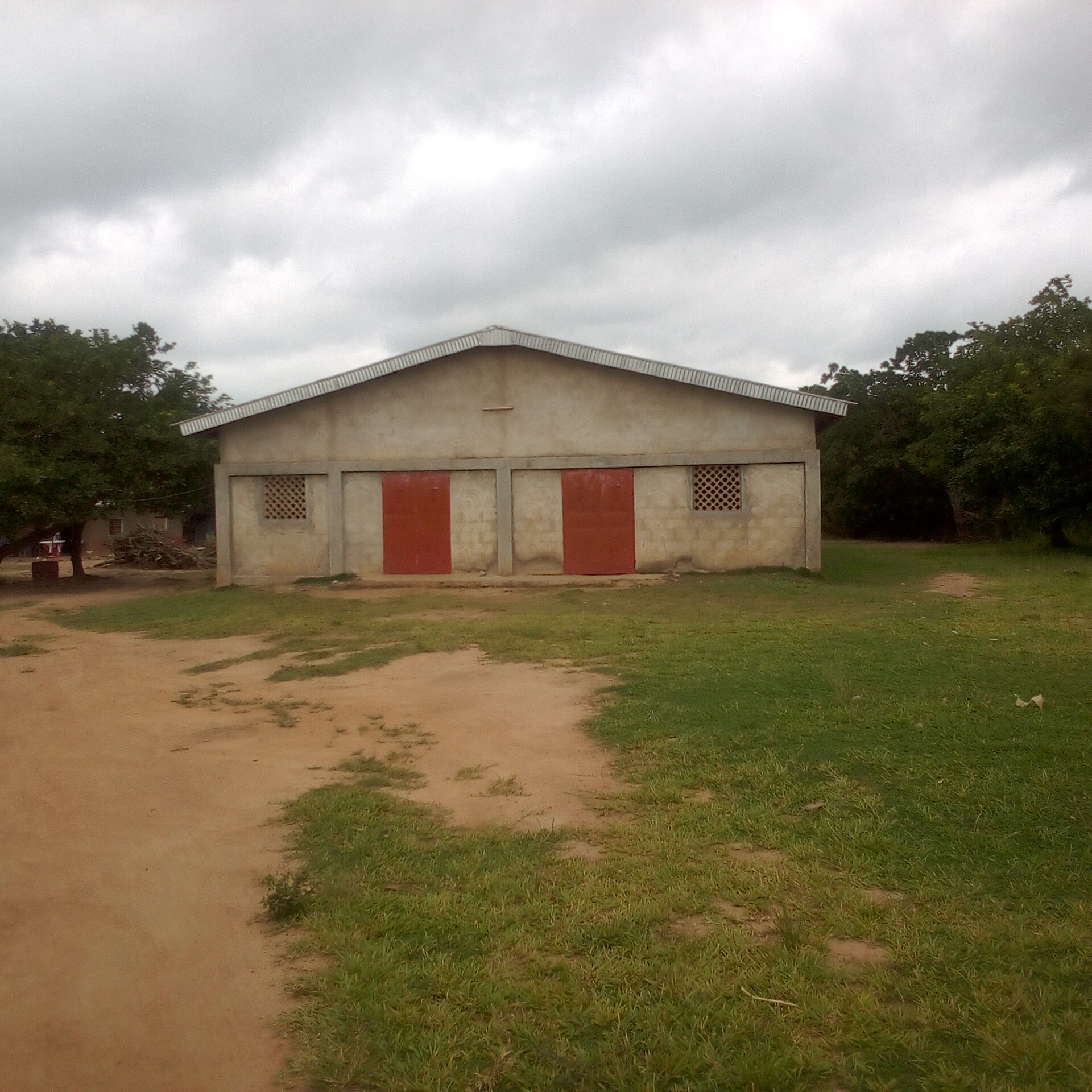
Église CMA de Ahounze.

Introduite en Côte d'Ivoire en 1930 par les missionnaires américains, l’Église CMA de Côte d’Ivoire fut reconnue en 1961. Fortement concentrée dans le V baoulé de la Côte d'Ivoire, l'église CMA est implantée sur toute l'étendue du territoire ivoirien. Elle est membre de la Communauté mondiale de l'Alliance.

## Historique

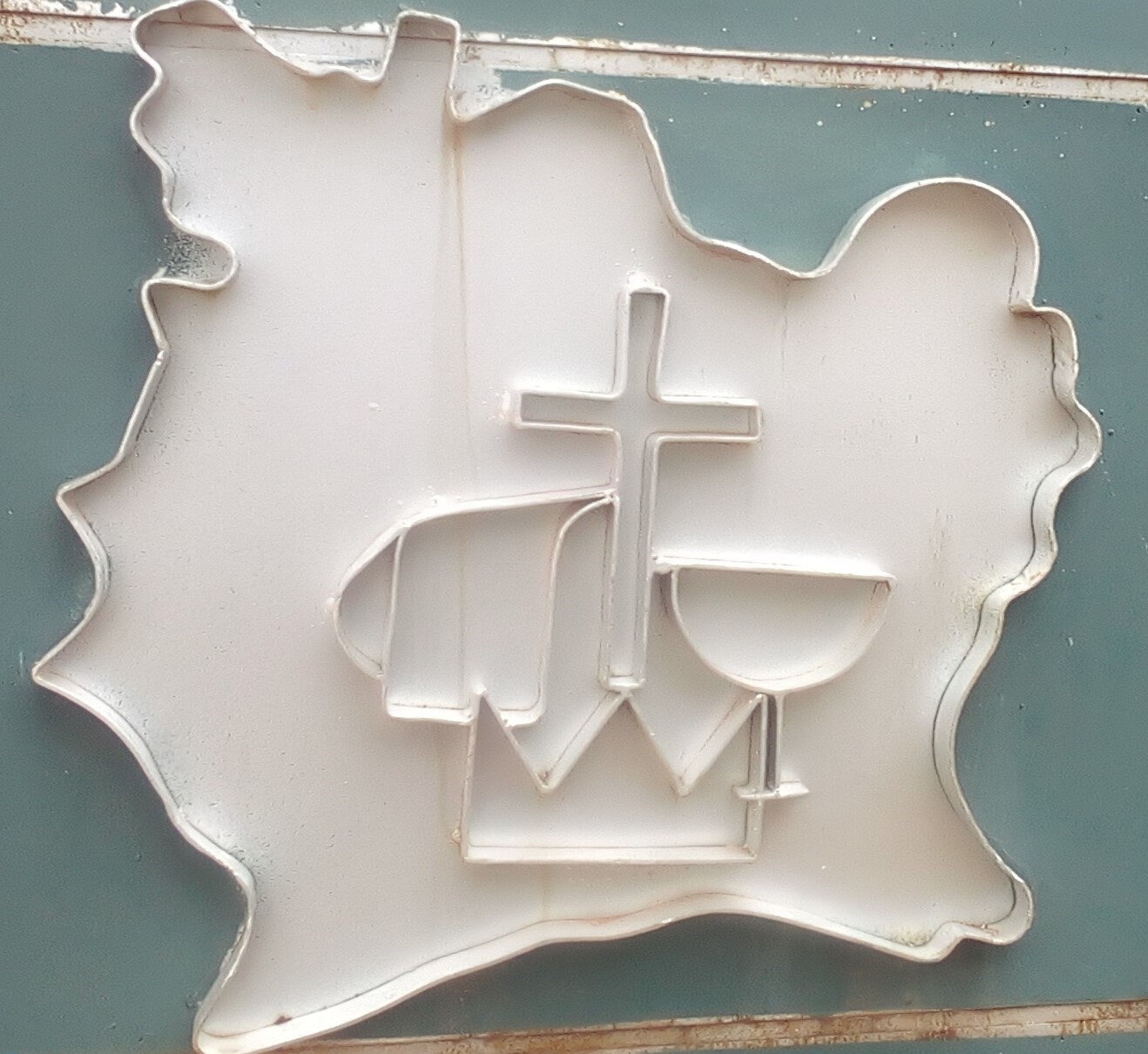
la croix, la couronne, le pichet et la coupe

L'église protestante évangélique de l'Alliance chrétienne et missionnaire (CMA)  est une association chrétienne installée en Côte d'Ivoire depuis 1930. Elle fut introduite par des missionnaires amércains. La CMA Côte d'Ivoire est son cinquième président, Dr N'guessan Kouadio Noël. L'Église CMA compte plus de 811 983  membres, 31 régions administratives, plus 130 districts, plus de 500 paroisses, environ 4 600 communautés et environ 600 pasteurs.

## Dirigeants
L'Église CMA-CI est dirigée par un président. Celui-ci est un pasteur élu pour un mandat de 4 ans.  
Cinq présidents se sont succédé à la tête de l'église CMA. 
1959 : Révérend Joseph Dieke Koffi,  
1991 : Révérend Dr André Kouadio, 
2003 : Révérend Pasteur Célestin Koffi,
2011 : Révérend Brou Pierre Alonle, 
2019 : Révérend Dr N’Guessan Kouadio Noël. il fut réélu à la conférence d'avril 2023. 

## Structures spécialisées

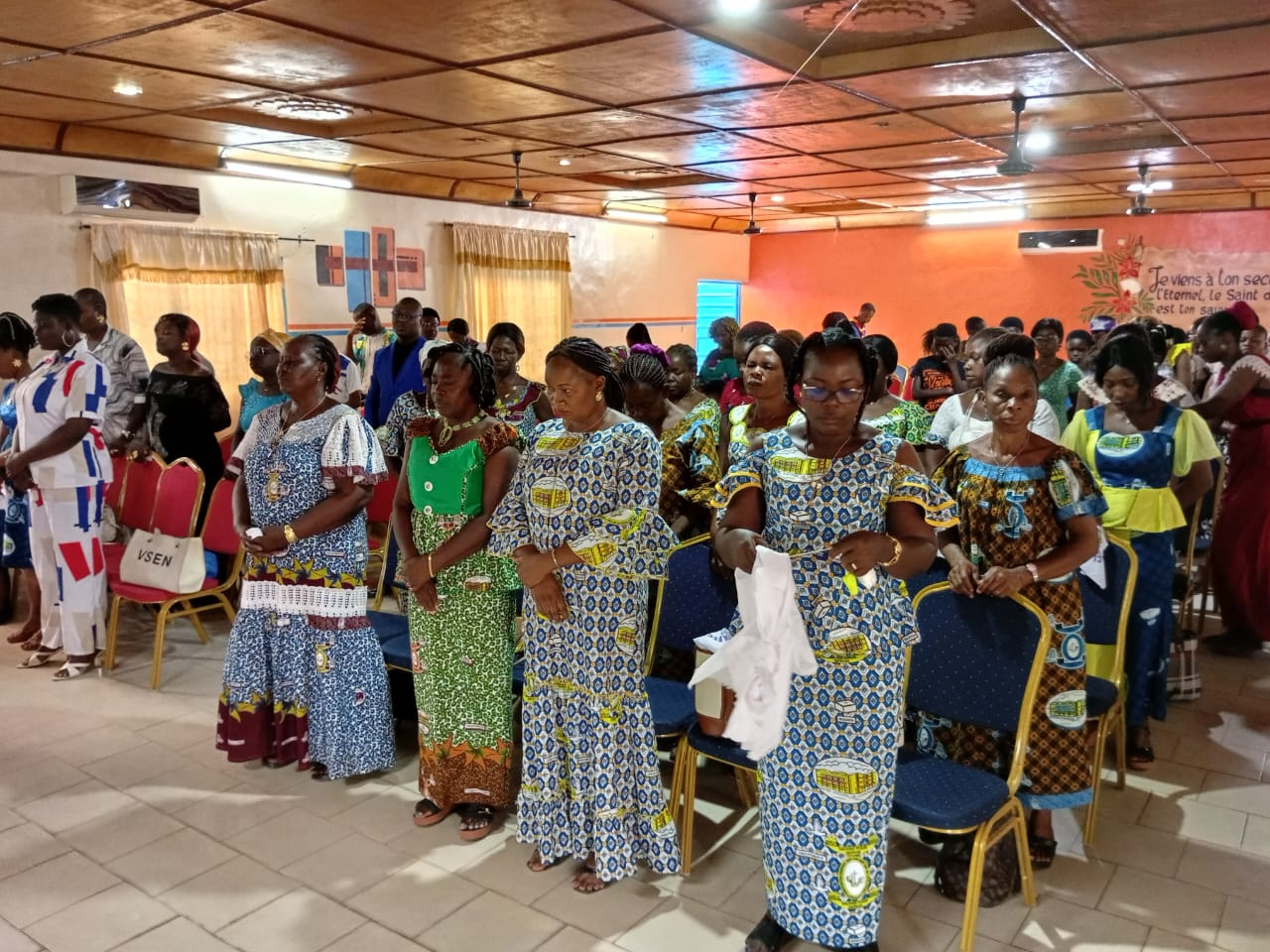
Église CMA Korhogpo.

L'Église CMA Côte d'Ivoire comprend 6 mouvements. Créée en 1985 à Bouaké, la JEP/CMA regroupe tous les jeunes de l'Église CMA. Elle est membre de l'Union de la jeunesse africaine de l'Alliance chrétienne (UJAC) fondée en 1989. Le second mouvement est l'Afecmaci concerne les femmes de l'église CMA. Le troisième mouvement, l'école du dimanche, se charge de la formation spirituelle et sociale des enfants. Le quatrième mouvement est l'Organisation des personnes handicapées (OPH). Le REHCMACI est le mouvement des hommes de l'Église CMA. Enfin, la coordination des Flambeaux-lumières CMA regroupe les fidèles CMA du ce mouvement de la fédération des églises évangéliques de Côte d'Ivoire. Cette Église possède des écoles primaires à Yamoussoukro, Bouaké, Bocanda, Kocombo, Abidjan et un établissement d'enseignement secondaire, des instituts de formation théologique et une université à Yamoussoukro et à Abidjan.